# Агис (царь Пеонии)
Агис (др.-греч. Ἄγις) — царь Пеонии, правивший в IV веке до н. э. 

## Биография
Во время царствования Пердикки III македонское войско в 359 году до н. э. потерпело сокрушительное поражение в сражении с иллирийцами. Сам царь пал на поле битвы, а вместе с ним и несколько тысяч македонян. Оставшиеся же в живых, по словам Диодора Сицилийского, «из-за несчастий, претерпленных в бою и великих опасностей, давящих на них, пребывали в большой растерянности». Воспользовавшись таким положением, пеонийцы под предводительством Агиса, выказывая полное презрение к македонянам, стали безнаказанно грабить страну.
После своего прихода к власти Филипп II начал предпринимать последовательные шаги по восстановлению положения Македонии. Стремясь сохранить пока мир со своим северным соседом, он направил к Агису посольство, подкупив одних знатных пеонийцев, и раздав щедрые обещания другим.
Впоследствии, когда Филипп заключил мир с Афинами путем отказа от притязаний на Амфиполь, до него дошли известия о том, что Агис умер. Тогда македонское войско направилось в Пеонию, где наследник Агиса Ликкей был разбит. Пеонийцы были вынуждены признать свою зависимость от Македонии.